# 토러스 레코드
토러스 레코드(일본어: トーラスレコード, 영어: Taurus Records inc.)는 일본에 존재했던 레코드 회사이다.
1981년경 폴리도르 레코드의 이가라시 야스히로(五十嵐泰弘)가 설립했고, 90년대에 이르러 경영이 악화되어 1995년 폴리그램의 산하로 들어갔다. 2년 뒤인 97년에 "뉴 토러스"로 사명을 변경했으나, 99년에 이르러 유니버설 뮤직이 발족하며 흡수합병되며 소멸했다. 토러스에서 발표했던 곡은 유니버설 뮤직 USM 재팬 레이블이 계승하고 있다.